# Allan Mørkøre
Allan Mørkøre (ur. 22 listopada 1971 w Klaksvík) – farerski piłkarz grający na pozycji pomocnika lub napastnika oraz trener piłkarski. Od 2008 roku trener AB Argir. Jest młodszym bratem innego zawodnika z Wysp Owczych, Kurta Mørkøre.

## Kariera klubowa
Allan Mørkøre rozpoczął swą karierę piłkarską w 1991 roku. Jako dwudziestolatek trafił do klubu KÍ Klaksvík, znajdującego się w mieście w którym mieszkał. W pierwszym sezonie nie wszedł na boisko, pojawiając się po raz pierwszy dopiero w drugim, a następnie trzecim, zdobywając do końca roku 1993 3 bramki dla KÍ Klaksvík w 31 rozegranych meczach. Zawodnik ten wziął wtedy, razem z zespołem, udział w rozgrywkach Ligi Mistrzów UEFA 1992/1993, pierwszych, do jakich zostały dopuszczone farerskie kluby. Mørkøre zagrał w obu spotkaniach przeciw Skonto Ryga, przegranych kolejno 1:3 i 0:3. Po tych trzech latach Mørkøre przeniósł się do B36 Tórshavn, na jeden sezon, by powrócić do rodzimego klubu z dorobkiem kolejnych dziesięciu spotkań i czterech strzelonych bramek.
Następny okres w KÍ Klaksvík trwał od 1994 do 1997 roku. Razem z drużyną, w pierwszym sezonie po powrocie zdobył Puchar Wysp Owczych, kolejne nie były jednak już tak udane, najwyższym osiągnięciem zespołu było zdobycie w 1996 wicemistrzostwa kraju, przegrywając jedynie różnicą bramek z pierwszym GÍ Gøta. Allan Mørkøre doliczył do swego dorobku 41 występów, w których strzelił 14 bramek.
Po drugim okresie gry w KÍ Klaksvík, Mørkøre znów powrócił do stolicy archipelagu, rozpoczął jednak tym razem grę w barwach HB Tórshavn, najbardziej utytułowanego, farerskiego klubu. Rozgrywał tam mecze przez niecałe dwa lata, od 1997 do 1999 roku. 1998 był jednym z najlepszych lat dla klubu z Tórshavn, zdobył on powiem dwa trofea – mistrzostwo kraju oraz Puchar Wysp Owczych, po zwycięstwie w finale z KÍ Klaksvík 2-0. Allan Mørkøre i tym razem nie zagrzał długo miejsca w jednym klubie i z dorobkiem powiększonym o 30 meczów i 23 bramki przeniósł się do kolejnego zespołu.
Był to jedyny zagraniczny klub w jakim ten zawodnik miał okazję rozgrywać spotkania – islandzki Vestmannaeyja, gdzie Mørkøre w 22 meczach zdobył 4 gole. Klub ten, choć obecnie lawiruję między pierwszą a drugą ligą tego kraju, w tamtym okresie był jednym z lepszych na Islandii, w 1997 i 1998 zdobył mistrzostwo wyspy, a w latach 1999–2000, kiedy Allan Mørkøre rozgrywał tam swe mecze, zajął kolejno drugie i czwarte miejsce.
W roku 2000 Mørkøre postanowił jednak wrócić na Wyspy Owcze i znów podjął współpracę z HB Tórshavn. Jego zespół, choć ciągle utrzymujący się w czołówce farerskich klubów, nie zdobył wtedy jednak wielkich tytułów i Mørkøre opuścił zespół w 2002 roku, po raz ostatni wracając do macierzystego KÍ Klaksvík. Tym razem również drużyna, w której rozgrywał spotkania nie zdobyła żadnego trofeum i Mørkøre ponownie postanowił przenieść się do innego klubu.
Był nim dobrze sprawujący się B36 Tórshavn, mistrz kraju z roku 2001. Mørkøre rozegrał w tej drużynie 41 spotkań i zdobył 14 bramek. Jego zespół dwukrotnie, w 2003 i 2004 zostawał wicemistrzem Wysp Owczych, zdobył też Puchar archipelagu (2003). Allan Mørkøre opuścił go w 2005, po raz pierwszy przenosząc się do zespołu grającego w drugiej lidze, AB Argir. W ciągu roku, kiedy ten zawodnik występował barwach tego klubu, udało się im awansować do pierwszej ligi z drugiego miejsca, za B71 Sandoy.
Kolejny raz Mørkøre przeniósł się na początku roku 2007, powracając na krótki czas do B36 Tórshavn, zdobywając jedną bramkę w spotkaniu trzeciej kolejki, przeciwko VB/Sumba (B36 Tórshavn wygrał 4:0), jednak po ośmiu meczach, na przełomie czerwca i lipca wrócił do AB Argir. Rozegrał tam 12 spotkań, strzelając trzy bramki, ostatnią w przegranym 2:1 meczu z NSÍ Runavík. Po tym sezonie zespół AB Argir spadł znów do drugiej ligi, a Allan Mørkøre zastąpił na stanowisku trenera Sigfríðura Clementsena, który obecnie trenuje EB/Streymur, nie zakończył jednak rozgrywać meczów w ramach tego zespołu, wystąpił między innymi w spotkaniach Pucharu Wysp Owczych 2008.

## Kariera reprezentacyjna
Allan Mørkøre po raz pierwszy pojawił się w spotkaniu przeciw Austrii, 12 września 1990 roku wygranym przez Wyspy Owcze, 1:0, po strzale Torkila Nielsena. Był to pierwszy mecz Farerczyków w historii międzynarodowych turniejów (eliminacje do Euro 1992). Mørkøre swą jedyną bramkę zdobył w następnym spotkaniu, przegranym przez Wyspy Owcze 4:1 przeciwko Danii, 10 października 1990. Ostatnim meczem międzynarodowym Mørkøre'a było spotkanie z Jugosławią w czerwcu 2001, gdy w 79 minucie zastąpił Juliana Johnssona. W sumie rozegrał 54 mecze i zdobył jedną bramkę.